# Balclutha wilsoni
Balclutha wilsoni är en insektsart som beskrevs av Knight 1987. Balclutha wilsoni ingår i släktet Balclutha och familjen dvärgstritar. Inga underarter finns listade i Catalogue of Life.